# Sandreinigungsmaschine

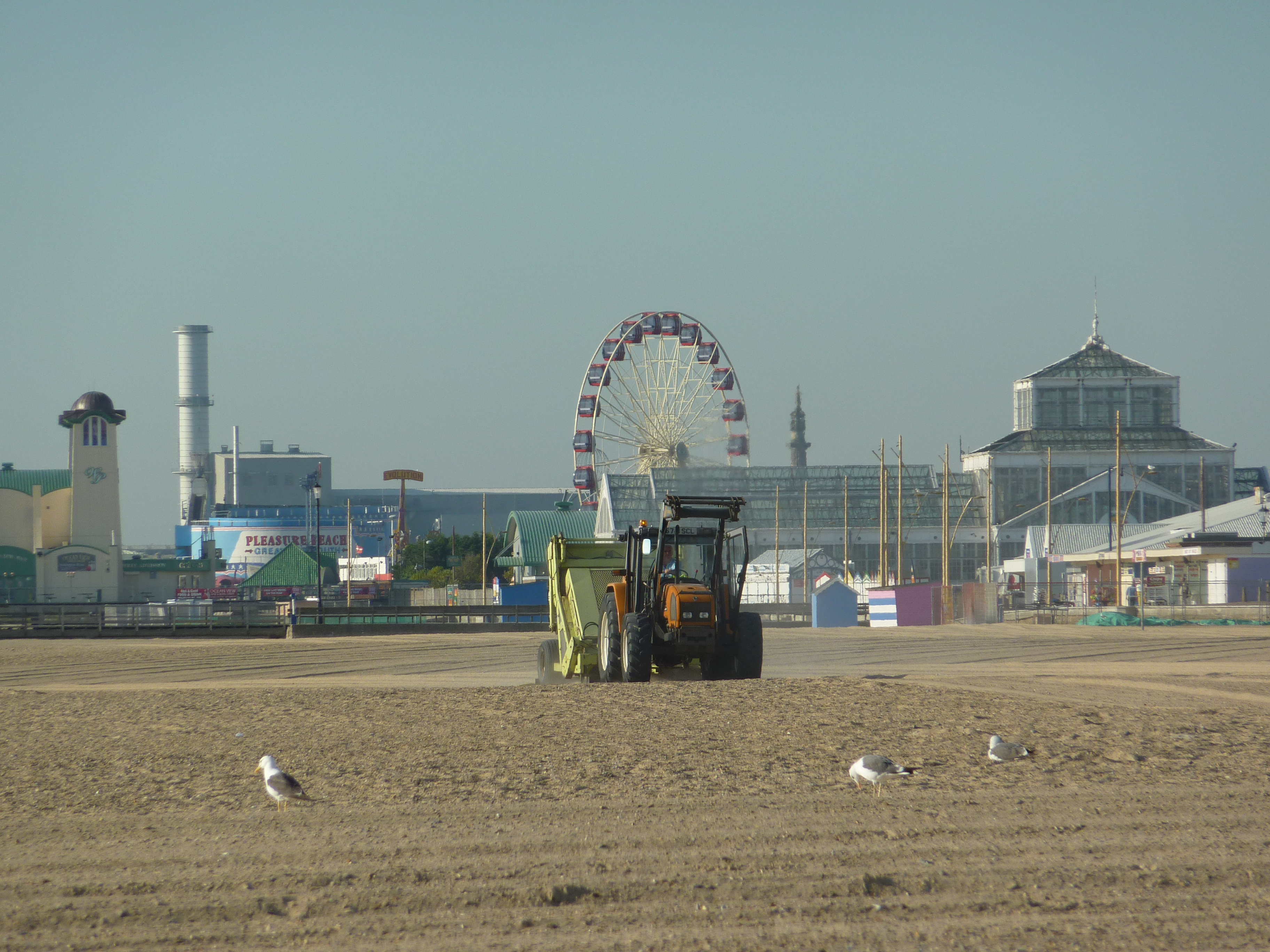
Strandreinigung mit Traktoranhänger an einem englischen Strand

Eine Sandreinigungsmaschine (auch Sandbearbeitungsmaschine oder Sandboni) oder Strandreinigungsmaschine (kurz Strandreiniger) ist ein zur Reinigung und Oberflächenaufbereitung von Sandstränden, Sandspielplätzen oder Beachvolleyballfeldern eingesetztes mobiles Gerät. Die Bezeichnung „Sandboni“ wurde analog zu den Eisbearbeitungsmaschinen auf Kunsteisbahnen gebildet, die in den englischsprachigen Ländern den Gattungsnamen nach dem Erfinder und Hersteller Frank J. Zamboni erhalten haben.

## Funktionsweise
Eine Sandreinigungsmaschine ist entweder ein selbstfahrendes Fahrzeug auf vier Rädern oder auf Ketten, das von einem Motor angetrieben wird, oder ein Anhänger für einen Traktor. Für den Antrieb werden meist gasbetriebene oder Dieselmotoren verwendet. Größere Maschinen werden als Anhänger an Unimogs oder Traktoren angehängt. Diese Nutzfahrzeuge kommen zumeist aus dem Bereich Land- oder Kommunaltechnik und ermöglichen die Anwendung komplexerer Aufbereitungsanlagen. Die kleinsten Geräte werden vom Bediener geführt und geschoben, ähnlich wie ein Rasenmäher.
Der Sand wird über einen Aufnehmer nach oben transportiert und über einen Rüttler oder Sichter in unterschiedlich große und schwere Komponenten getrennt. Die Maschine trennt entsprechende Abfälle in einen separaten Behälter und gibt den Sand wieder auf den Strand oder das Spielfeld zurück. Dabei werden je nach Verfahren nicht nur gröbere Partikel aussortiert, sondern zudem feinere Fraktionen wie Silt oder Schluff ausgeschieden. Der Sand kommt mit Luft in Kontakt, wird aufgelockert und hat eine geringere Bindigkeit und höhere Rieselfähigkeit. Bei sportlichen Anwendungen wie bei Spielplätzen werden damit die Hygiene und der Fallschutz verbessert.

## Anwendung

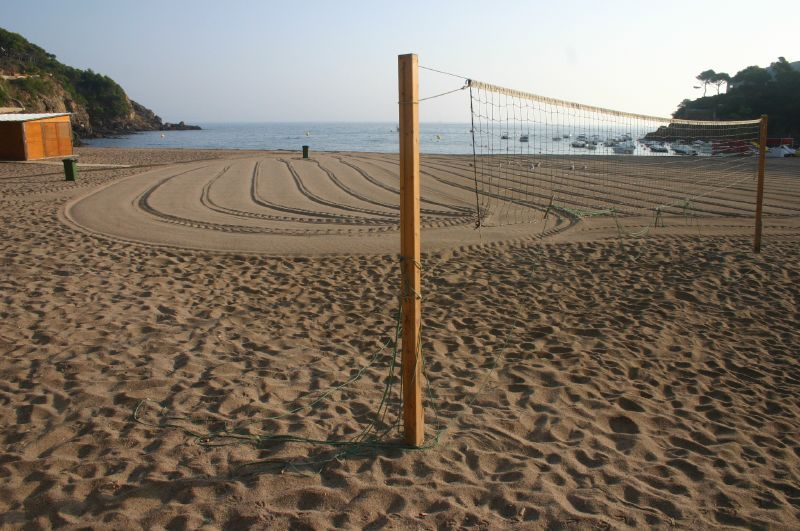
Beachvolleyballfeld nach Bearbeitung durch Strandreiniger

Bei den Olympischen Sommerspielen 1996 in Atlanta wurde die Bezeichnung „Strandreiniger“ auf stationäre Anlagen angewendet, mit denen Weitsprunggruben nach dem Sprung geglättet wurden. Dem Sportfunktionär Phillip L. Henson zufolge waren die Athleten sehr zufrieden. Zu dem möglichen Wegfall der Arbeitsplätze von menschlichen Kehrern, die im Gefolge auf Computer umschulen müssen, meinte Henson nur, das sei der althergebrachte Mensch-Maschine-Wettkampf.
Eine Besonderheit der Olympischen Sommerspiele 2008 in Peking waren ferngesteuerte, futuristisch anmutende Strandreiniger, die für die Beachvolleyballfelder des Turniers im Chaoyang-Park eingesetzt wurden.

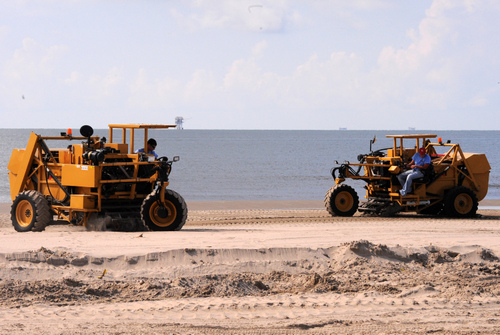
Strandreiniger am Golf von Mexiko

Eine außersportliche Anwendung waren Strandreiniger, die zur Reinigung von Stränden nach der Ölpest im Golf von Mexiko 2010 verwendet wurden. Die dabei am Golf von Mexiko eingesetzten Maschinen stammen unter anderem von der Firma Cherrington aus North Dakota, wo es keine Strände gibt. Sie sind gewöhnlich zur Reinigung von touristischen Stränden von menschlichen Hinterlassenschaften wie Zigarettenkippen und Glasscherben und zur Entfernung von scharfkantigen Muschelschalen unterwegs. Kleinere Maschinen reinigen Sand auf Kinderspielplätzen und in Sandkästen.
Die 36 km langen Strände der Gold Coast in Queensland, Australien werden von Millionen Touristen besucht und jede Nacht wird die Fläche zwischen der Wasserlinie und den Dünen von vier traktorgezogenen Strandreinigungsmaschinen gereinigt. Dieser Typ nimmt die oberste 15-cm-Sandschicht auf und reinigt sie. Andere Teile der Strandregion werden nur wöchentlich besucht. Insgesamt werden wöchentlich 31 Tonnen Kies, Abfall, Seetang, Quallen und kleineres Strandgut entfernt.
2009 wurde vom Miami-Dade County in Florida im Rahmen einer Ausschreibung ein Wettbewerb zur Strandreinigung durchgeführt, an dem die vier in Nordamerika führenden Hersteller mit ihren Geräten teilnahmen: Barber mit Surf Rake, Cherrington mit Beach Cleaner, Rockland mit Beach King und Kässbohrer mit BeachTech. Bei dem Wettbewerb kam es neben den Anschaffungs- und Betriebskosten und dem Reinigungsergebnis auch auf den falsch aufgenommenen Sand an, da dieser die Abfallbehälter vorfristig zusetzt und dem Strand durch Sandabtragung schadet.